# Linia kolejowa nr 024 (Czechy)
Linia kolejowa nr 024 – linia kolejowa w Czechach, biegnąca przez Kraj pardubicki oraz ołomuniecki, od Uścia nad Orlicą do Štít. Od 1 września 2008 roku odcinek od Letohradu do granicy z Polską jest zelektryfikowany. Sieć trakcyjna była już także od 29 grudnia 1981 r. (oficjalne otwarcie) na odcinku Uście nad Orlicą – Letohrad.